# Michiyo Takagi

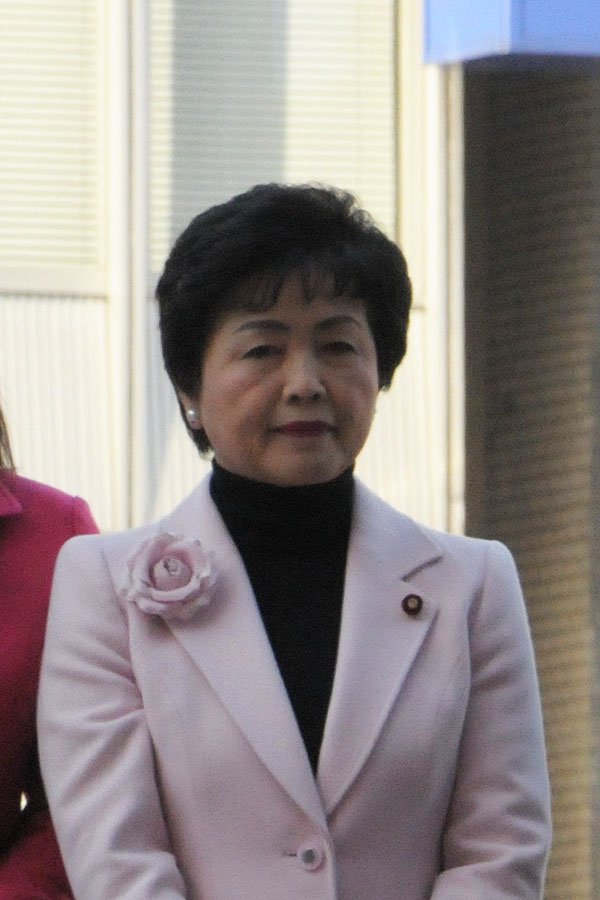
Takagi bei einer Wahlkampfveranstaltung im Bezirk Shinjuku 2013

Michiyo Takagi (jap. 高木 美智代, Takagi Michiyo; * 13. September 1952 in der späteren Stadt Kitakyūshū, Präfektur Fukuoka) ist eine ehemalige japanische Politikerin der Kōmeitō und war von 2003 bis 2021 Abgeordnete für den Verhältniswahlblock Tokio im Abgeordnetenhaus (Shūgiin), dem Unterhaus der Nationalversammlung (Kokkai).
Takagi studierte ab 1971 im ersten Jahrgang der neu gegründeten Sōka Daigaku, nach ihrem Abschluss 1975 war sie Journalistin für die ebenfalls mit der Sōka Gakkai verbundene Zeitung Seikyō Shimbun. Bei der Shūgiin-Wahl 2003 kandidierte sie bei der Verhältniswahl in Tokio auf Platz 2 der Kōmeitō-Liste und wurde gewählt, dort wurde sie seither fünfmal in Folge wiedergewählt. Im Abgeordnetenhaus war sie von 2009 bis 2010 Vorsitzende des Sonderausschusses für Jugendfragen, 2016 Vorsitzende des Ausschusses für Wirtschaft und Industrie. Von 2006 bis 2007 (Kabinett Shinzō Abe I) war sie im zugehörigen Ministerium parlamentarische Staatssekretärin (daijinseimukan). 2017 wurde sie für das umgebildete dritte Kabinett Abe Staatssekretärin (fuku-daijin) im Sozial- und Arbeitsministerium (engl. MHLW).
Zur Shūgiin-Wahl 2021 trat Takagi nicht mehr an.